# Wall Lake, Iowa
Wall Lake là một thành phố thuộc quận Sac, tiểu bang Iowa, Hoa Kỳ. Năm 2010, dân số của thành phố này là 819 người.

## Dân số
Dân số qua các năm:
- Năm 2000: 841 người.
- Năm 2010: 819 người.